# Château de la Montagne

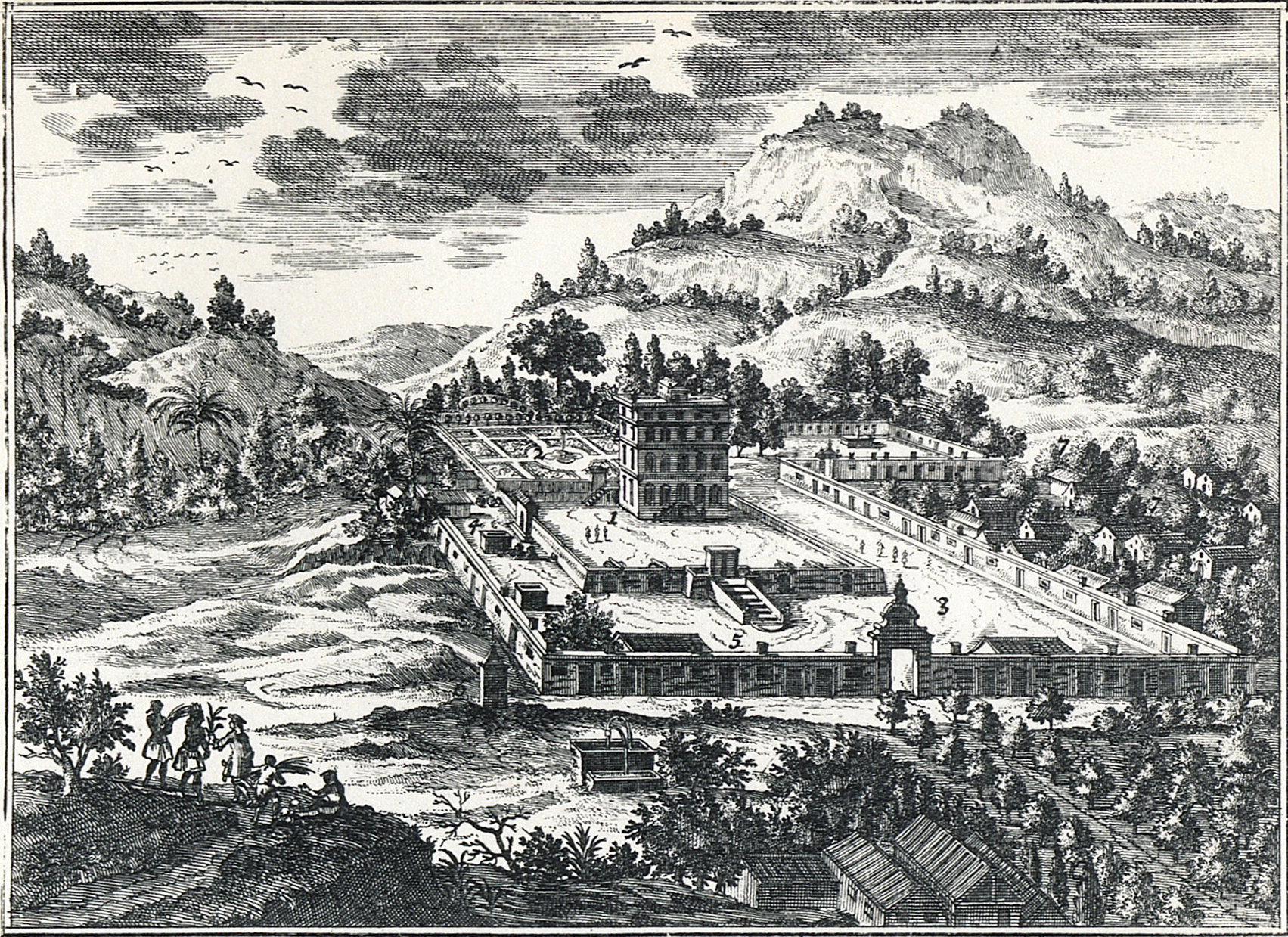
Stich aus dem 17. Jahrhundert.

Château de la Montagne (italienisch Casa di Montagna, auch: De Poincy Château, Château de la Fontaine) war ein befestigter Palast in Saint Peter Basseterre auf der Insel St. Kitts. Er wurde in den 1640er Jahren von Gouverneur Phillippe de Longvilliers de Poincy errichtet und stand bis zu einem Erdbeben 1689. Er war in barockem Stil ausgeführt und galt als eines der schönsten Bauwerke der Karibik.

## Geschichte

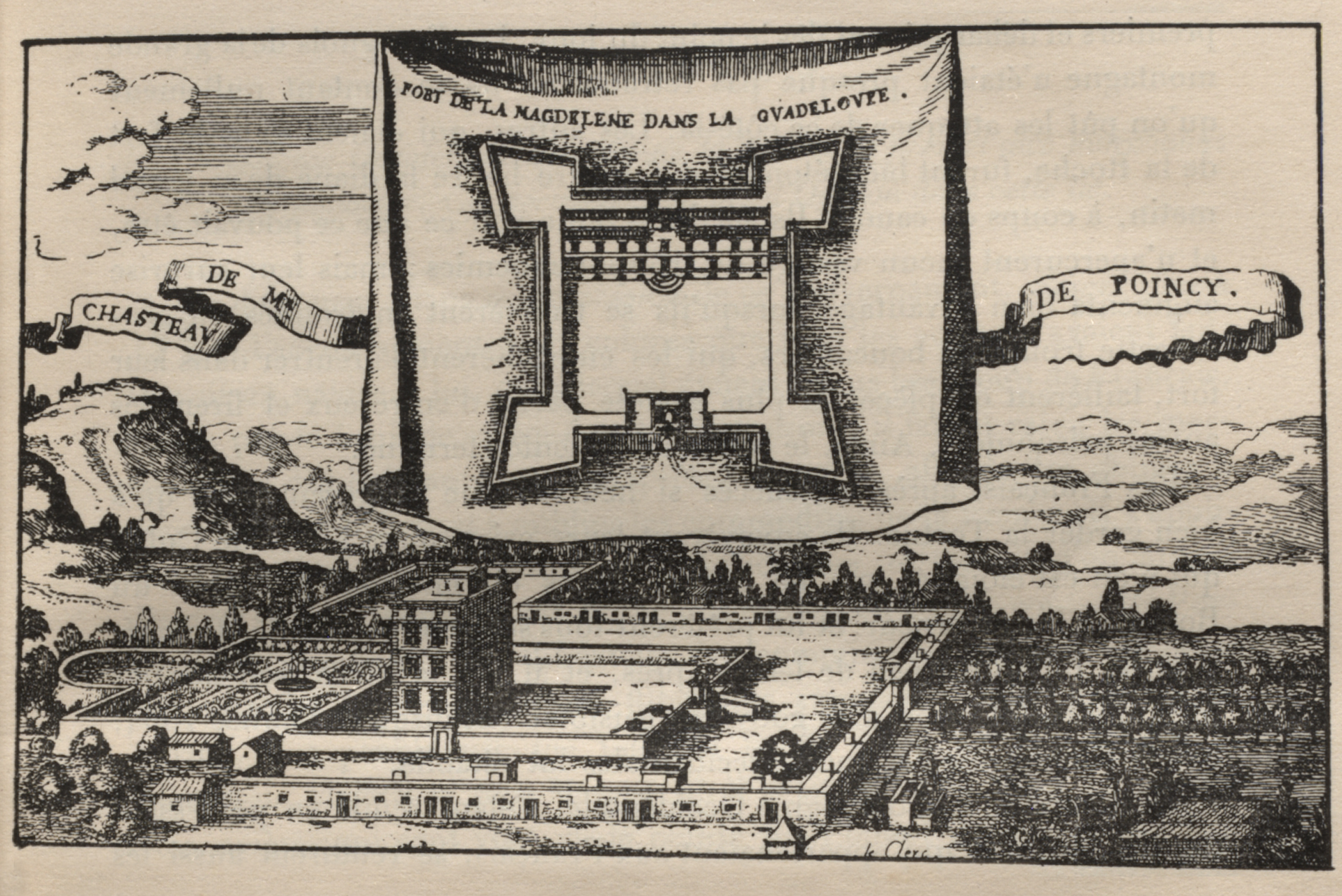
Stich aus dem 17. Jh. mit einer Ansicht des Château de la Montagne (u) und einem Plan des Fort de la Madeleine in Guadeloupe (o).

Phillippe de Longvilliers de Poincy, der französische Gouverneur von St. Christopher und ein Ritter des Johanniterordens, erwarb Anfang der 1640er Jahre das Anwesen La Fontaine für die Summe von 110.000 Livres. Das Anwesen lag auf hohem Land oberhalb der Stadt Basseterre und de Poincy ließ das Château de la Montagne auf diesem Grundstück errichten. Die Backsteinmacher, Schmiede, Zimmerleute, Steinmetze und Kalkofenbauer, die dazu benötigt wurden, waren extra aus Frankreich herbeordert worden. Das Anwesen wurde von 100 Bediensteten und ca. 300 Sklaven bewirtschaftet.
Im Laufe der Jahre wurde das Château mit Befestigungsanlagen, äußeren und inneren Mauern und einem Arsenal befestigt. Der ursprüngliche Eingang, der dem Palast gegenüberlag, wurde durch einen schwer befestigten Eingang auf der Ostseite ersetzt. Das Château wurde mit einer 50 Mann starken Wache belegt und mit bronzenen Kanonen ausgerüstet.
Nach de Poincys Tod 1660 ging das Schloss in den Besitz des Johanniterordens über. Wahrscheinlich wurde es bei einem Erdbeben 1689 zerstört. Einige Spuren des Gebäudes, unter anderem ein Brunnen und einige rote Ziegel, sind heute noch zu sehen.

## Architektur
Das Château de la Montagne wurde als Mixtur aus römischem und französischem Barock gebaut, Das Schloss selbst war ein dreistöckiges Gebäude auf einer Terrasse und umgeben von einem großen Hof. Das luxuriöse Interieur war ausgestattet mit Gemälden und nautischen Karten. Es gab auch eine große Bibliothek, die älteste bekannte in der Karibik.
Der Palast hatte Befestigungsmauern und einen Burggraben. Außerdem gab es im Gebäude zusätzliche Einrichtungen wie eine Kirche und Quartiere für die Arbeiter und Bediensteten. Die Sklavenquartiere lagen außerhalb des Grabens.
Das Château hatte seine eigene Wasserversorgung und war umgeben von einem großen Garten voller exotischer Blumen und Pflanzen, dekoriert mit zahlreichen Brunnen. Ställe und ein Schweinekoben standen im Hintergrund des Gartens.